# کارپینو
کارپینو (به ایتالیایی: Carpino) یک کومونه در ایتالیا است که در استان فوجا واقع شده‌است.

## خصوصیات
کارپینو ۸۲٫۴۹ کیلومترمربع مساحت و ۴٬۶۴۲ نفر جمعیت دارد و ۱۴۷ متر بالاتر از سطح دریا واقع شده‌است.

## خواهرخوانده
شهر پیتسولی خواهرخواندهٔ کارپینو هست.